# Хімачальський університет
Хімачальський університет (HPU) (гінді हिमाचल प्रदेश विश्वविद्यालय) — публічний університет розташований за 5 км від містечка Саммер Гілл, передмістя Шімли. Університет було засновано 22 липня 1970.

## Центри та інститути

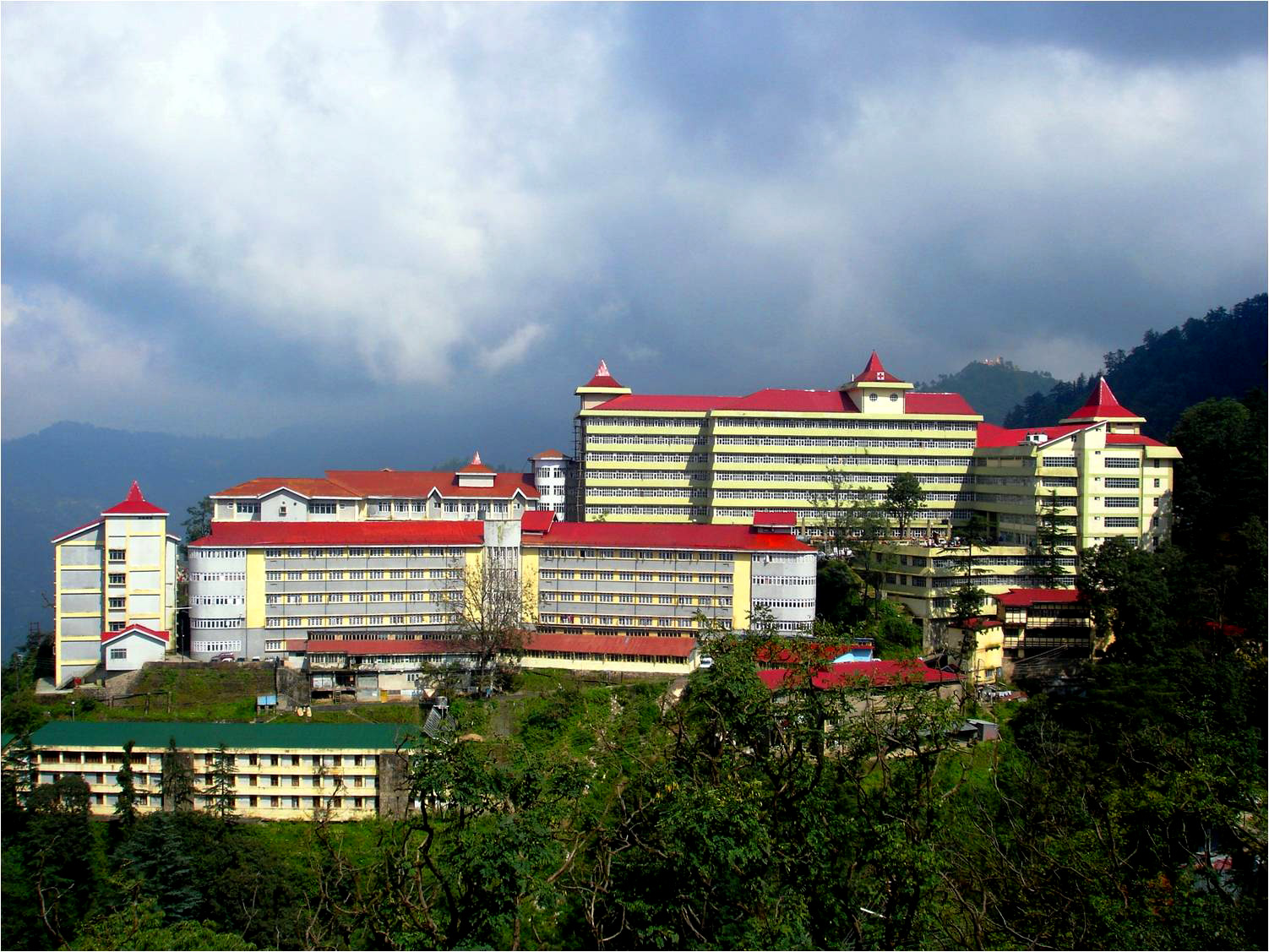
Медичний коледж імені Індіри Ганді

- Агроекономічний дослідницький центр
- Центр захисту навколишнього середовища
- Міжнародний центр дистанційного та відкритого навчання (ICDEOL)
- Університетський центр вечірньої освіти
- Інститут комплексних гімалайських досліджень
- Дослідницький центр демографії
- Передекзаменаційний підготовчий центр
- Професійно-технічний інститут
- Інститут племінного навчання та дослідження
- Інститут інформаційних технологій
- Центр дослідження Австралії та Нової Зеландії

## Факультети
Факультет економіки й менеджменту
- Кафедра комерції
- Інститут управлінських наук

Педагогічний факультет
- Кафедра педагогіки
- Кафедра фізичного виховання

Філологічний факультет
- Кафедра англійської мови
- Кафедра гінді
- Кафедра санскриту
- Кафедра сучасних європейських та закордонних мов

Правничий факультет
- Кафедра права

Біологічний факультет
- Кафедра біології
- Кафедра біотехнологій

Факультет образотворчого мистецтва
Фізичний факультет
- Кафедра хімії
- Кафедра фізики
- Кафедра математики та статистики

Факультет соціальних наук
- Кафедра економіки
- Кафедра географії
- Кафедра історії
- Кафедра політології
- Кафедра управління персоналом
- Кафедра психології
- Кафедра соціології
- Кафедра журналістики й масових комунікацій
- Кафедра йоги

Факультет інформатики
- Кафедра комп'ютерних наук

Технічний факультет

## Відомі випускники
- Хамід Карзай — президент Афганістану[2] (1983), доктор літератури (2003)
- Ананд Шарма — міністр економіки та промисловості[3] Індії